# Tipula (Trichotipula) pachyrhinoides
Tipula (Trichotipula) pachyrhinoides is een tweevleugelige uit de familie langpootmuggen (Tipulidae). De soort komt voor in het Nearctisch gebied.